# Супутники Сатурна

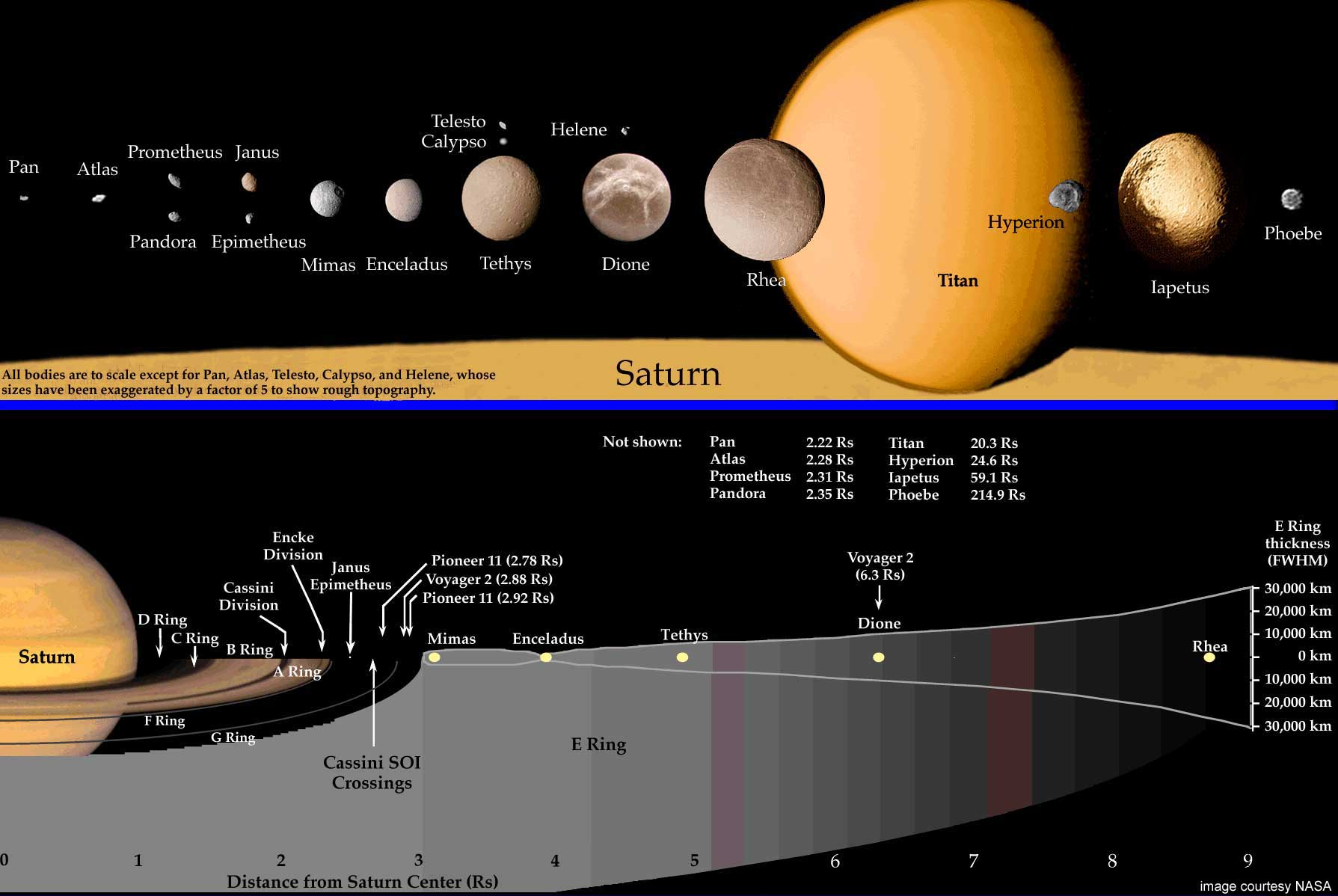
Супутники та кільця Сатурна

Супутники Сатурна численні та різноманітні, їхні розміри варіюються від мінісупутників діаметром десятки метрів і до величезного Титана, більшого за планету Меркурій. Сатурн має 274 супутники із підтвердженими орбітами, що більше, ніж загальна кількість супутників у всіх інших планет Сонячної системи разом узятих.. Це число не включає ані багато тисяч мінісупутників у кільцях Сатурна, ані сотні можливих віддалених супутників кілометрового розміру, які вдавалось побачити, але чию орбіту не вдалось надійно визначити. Сім супутників Сатурна достатньо великі, щоб під дією власної гравітації набути сферичної форми, хоча з них тільки Титан і, можливо, Рея, досі перебувають у гідростатичній рівновазі. Титан є другим за величиною супутником у Сонячній системі (після Ганімеда, супутника Юпітера). Він має щільну атмосферу, головним компонентом якої є азот, і ландшафт із мережами річок та вуглеводневими озерами. Енцелад покритий глибоким шаром снігу, а з його південного полярного регіону б'ють кріогейзери. Япет має контрастні чорну й білу півкулі, а також великий хребет екваторіальних гір, які є одними з найвищих у Сонячній системі.
З відомих супутників 24 є регулярними. Вони мають проградні орбіти, не сильно нахилені до екваторіальної площини Сатурна, за винятком Япета, який має незвичайну для регулярного супутника орбіту — проградну, але сильно нахилену. З-поміж регулярних супутників сім є великими, чотири маленькі супутники знаходяться на троянських орбітах разом із більшими супутниками, а п'ять є супутниками-пастухами (два з них коорбітальні). Два маленьких супутника обертаються всередині кілець Сатурна B і G. Відносно великий Гіперіон знаходиться в орбітальному резонансі з Титаном. Решта регулярних супутників обертаються біля зовнішніх країв щільного кільця A і вузького кільця F, а також між великими супутниками Мімасом і Енцеладом. Регулярні супутники традиційно називаються на честь титанів і титанок або інших персонажів, пов'язаних з богом Сатурном.
Решта 122 супутників є нерегулярними. Вони мають орбіти з набагато більшими великими півосями, високими орбітальними нахилами та великими ексцентриситетами, багато з них є ретроградними. Ці супутники, ймовірно, є захопленими малими планетами або фрагментами, утвореними в результаті зіткнень таких захоплених тіл, що пояснює групування їхніх орбіт у колізійні сім'ї. Очікується, що Сатурн має близько 150 нерегулярних супутників діаметром понад 2,8 км і багато сотень дрібніших. За параметрами орбіт нерегулярні супутники діляться на проградні інуїтську та галльську групи та велику ретроградну скандинавську групу, а їхні назви беруть з відповідних міфологій (галльська група відповідає кельтській міфології). Єдиним винятком є Феба, найбільший нерегулярний супутник Сатурна, відкритий ще наприкінці XIX століття, що належить до скандинавської групи, але названий на честь грецької титанки.
Кільця Сатурна складаються з об'єктів різних розмірів, від мікроскопічних пилинок до мінісупутників діаметром сотні метрів, кожен з яких обертається навколо Сатурна на своїй орбіті. Таким чином, абсолютна кількість супутників Сатурна не може бути визначена, оскільки немає консенсусу щодо межі між незліченними маленькими безіменними об'єктами, які утворюють систему кілець Сатурна, і більшими об'єктами, які називаються супутниками. Понад 150 мінісупутників, розташованих у кільцях, були виявлені за збуреннями, які вони створюють у навколишньому матеріалі кілець, хоча очікується, що це лише невелика вибірка із загальної популяції таких об'єктів.
Є 83 нумеровані супутники, які досі не мають назви (станом на травень 2023). Усі вони, крім одного (мінісупутник S/2009 S 1), є нерегулярними, і з часом мають отримати назви з галльської, скандинавської та інуїтської міфології на основі приналежності до цих орбітальних груп.

## Відкриття

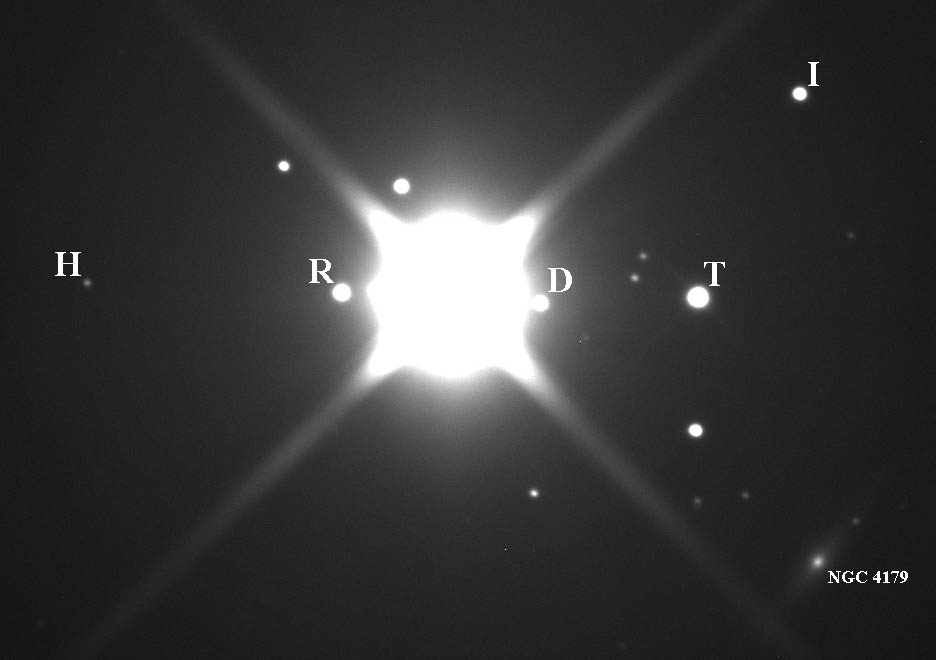
Сатурн (переекспонований) та супутники Япет, Титан, Діона, Гіперіон і Рея у 12,5-дюймовому телескопі

### Ранні спостереження

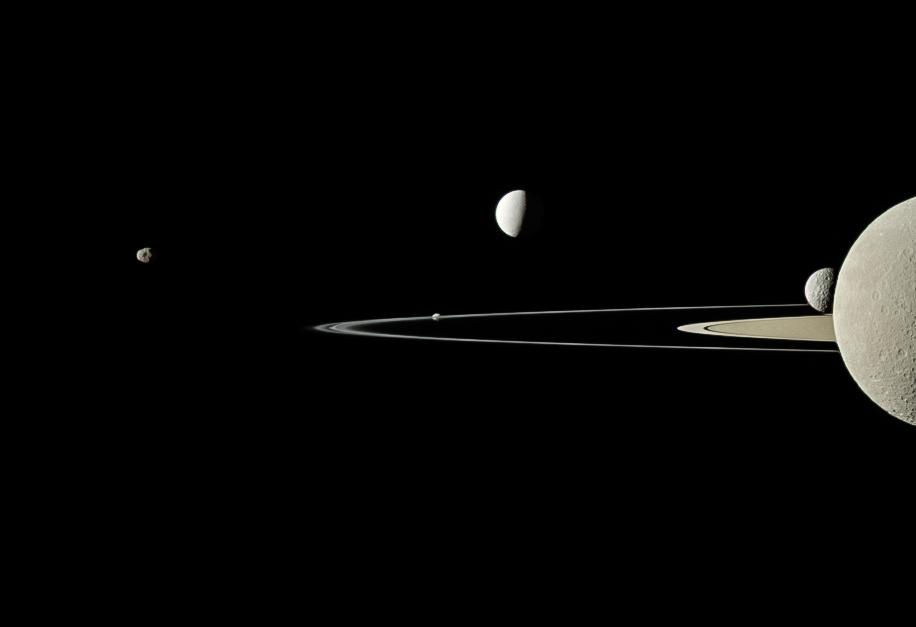
П'ять місяців на зображенні Кассіні: Рея розділена на крайньому правому передньому плані, Мімас за нею, яскравий Енцелад над і за кільцями, Пандора, затьмарена кільцем F, і Янус зліва.

До появи фотографій з космічних телескопів вісім супутників Сатурна були відкриті шляхом безпосереднього спостереження за допомогою оптичних телескопів. Найбільший супутник Сатурна, Титан, був відкритий у 1655 році Християном Гюйгенсом за допомогою 57-міліметрового (2,2-дюймового) об'єктива на телескопі-рефракторі його власної конструкції. Супутники Тефія, Діона, Рея та Япет були відкриті між 1671 і 1684 роками Джованні Доменіко Кассіні. Супутники Мімас та Енцелад були відкриті у 1789 році Вільямом Гершелем. Гіперіон був відкритий у 1848 році Вільямом Бондом, Джорджом Бондом і Вільямом Ласселлом.
Використання фотопластинок із довгою експозицією допомогло відкрити нові супутники. Перший із них, Феба, був відкритий у 1899 році Вільямом Пікерінгом. У 1966 році десятий супутник Сатурна відкрив Одуен Дольфюс, коли кільця спостерігалися на межі поблизу рівнодення. Пізніше його назвали Янусом. Через кілька років стало зрозуміло, що всі спостереження 1966 року можна пояснити лише за умови наявності ще одного супутника, який мав би орбіту, подібну до орбіти Януса. Цей об'єкт тепер відомий як Епіметей, 11-й супутник Сатурна. Він має спільну орбіту з Янусом — це єдиний відомий приклад спільних орбіт у Сонячній системі. У 1980 році три додаткові супутники Сатурна були відкриті з Землі, а пізніше підтверджені зондами Вояджер. Це троянські супутники Діони (Гелена) і Тетиса (Телесто і Каліпсо).

### Спостереження за допомогою космічних апаратів

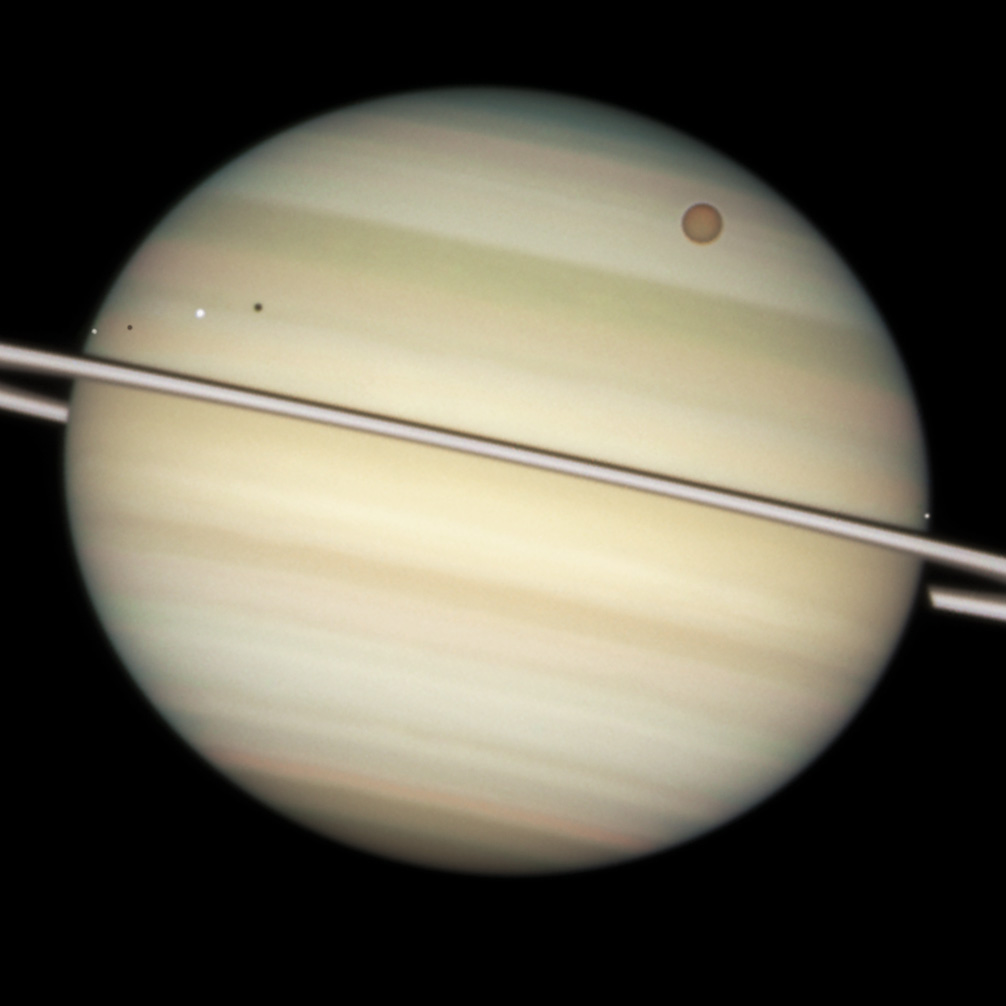
Чотирикратний транзит Сатурна-Місяця зафіксовано космічним телескопом Габбл

Відтоді дослідження зовнішніх планет було радикально змінено завдяки використанню космічних зондів без екіпажу. Прибуття космічного апарата «Вояджер» до Сатурна у 1980—1981 роках призвело до відкриття трьох додаткових супутників — Атласу, Прометея і Пандори — і довело їхню загальну кількість до 17. Крім того, було підтверджено, що Епіметей відмінний від Януса. У 1990 році на архівних знімках «Вояджера» було виявлено Пан.
Місія «Кассіні», яка прибула до Сатурна влітку 2004 року, спочатку відкрила три невеликі внутрішні супутники: Мефона і Паллену між Мімасом і Енцеладом, а також другий троянський супутник Діони — Полідевк. Він також виявив три підозрювані, але не підтверджені супутники у кільці F. У листопаді 2004 року вчені Кассіні оголосили, що структура кілець Сатурна вказує на наявність ще кількох супутників, що обертаються в межах кілець, хоча на той час візуально було підтверджено існування лише одного, Дафніс. У 2007 році було оголошено про відкриття Анфи. У 2008 році повідомлялося, що спостереження «Кассіні» за виснаженням енергійних електронів у магнітосфері Сатурна поблизу Реї можуть бути ознакою слабкої системи кілець навколо другого за величиною супутника Сатурна. У березні 2009 року було оголошено про відкриття Егеона, супутника в кільці G. У липні того ж року було відкрито S/2009 S 1, перший супутник у кільці B. У квітні 2014 року повідомлялося про можливий початок нового місяця в кільці А.

### Зовнішні супутники
Вивченню супутників Сатурна також сприяв прогрес у приладобудуванні телескопів, передусім поява цифрових приладів із зарядовим зв'язком, які замінили фотопластинки. У XX столітті Феба була єдиним відомим супутником Сатурна зі своєю вкрай нерегулярною орбітою. Потім у 2000 році за допомогою наземних телескопів було відкрито ще три десятки нерегулярних супутників. Дослідження, проведене наприкінці 2000 року за допомогою трьох телескопів середнього розміру, виявило 13 нових супутників, що обертаються навколо Сатурна на великій відстані, на ексцентричних орбітах, які сильно нахилені як до екватора Сатурна, так і до екліптики. Ймовірно, це уламки більших тіл, захоплених гравітаційним тяжінням Сатурна. У 2005 році астрономи з обсерваторії Мауна-Кеа оголосили про відкриття ще 12 малих зовнішніх супутників, у 2006 році астрономи з 8,2-метрового телескопа Subaru повідомили про відкриття ще дев'яти нерегулярних супутників, у квітні 2007 року було оголошено про відкриття Таркека (S/2007 S 1), а в травні того ж року — про S/2007 S 2 і S/2007 S 3.У 2019 році було повідомлено про двадцять нових нерегулярних супутників Сатурна, в результаті чого Сатурн вперше з 2000 року обігнав Юпітер як планета з найбільш відомими супутниками.
У 2019 році дослідники Едвард Ештон, Бретт Гладман і Метью Бодуен провели огляд сфери Холма Сатурна за допомогою 3,6-метрового телескопа CFHT і відкрили близько 80 нових нерегулярних супутників Сатурна. Подальші спостереження за цими новими супутниками відбувалися впродовж 2019—2021 років, в результаті чого в листопаді 2021 року було оголошено про відкриття S/2019 S 1, а 3—16 травня 2023 року — ще 62 супутників. Ці відкриття довели загальну кількість підтверджених супутників Сатурна до 145, що зробило його першою планетою, яка має понад 100 супутників. 23 травня 2023 року було оголошено про відкриття ще одного супутника, S/2006 S 20, у результаті чого загальна кількість супутників Сатурна зросла до 146. Усі ці нові супутники невеликі і тьмяні, з діаметром понад 3 км і видимою зоряною величиною 25—27. Дослідники виявили, що популяція неправильних супутників Сатурна більш численна при менших розмірах, що дає змогу припустити, що вони, найімовірніше, є уламками від зіткнення, яке сталося кілька сотень мільйонів років тому. Дослідники екстраполювали, що справжня популяція неправильних супутників Сатурна, діаметр яких перевищує 2,8 км, становить 150±30, що приблизно втричі більше, ніж кількість неправильних супутників Юпітера такого ж розміру. Якщо цей розподіл розмірів застосувати до супутників ще меншого діаметру, то Сатурн повинен був би мати більше неправильних супутників, ніж Юпітер.

## Іменування
Сучасні назви для супутників Сатурна запропонував Джон Гершель у 1847 році. Він запропонував називати їх на честь міфологічних персонажів, пов'язаних з римським богом землеробства та врожаю Сатурном (який прирівнювався до грецького Кроноса). Зокрема, відомі на той час сім супутників були названі на честь Титанів, Титанід та Велетнів — братів і сестер Кроноса. Ідея була схожа на міфологічну схему іменування супутників Юпітера, яку запропонував Симон Маріус.
У 1848 році Вільям Ласселл запропонував назвати восьмий супутник Сатурна Гіперіоном на честь іншого титана. Коли у 20 столітті імена титанів були вичерпані, супутники стали називати на честь різних персонажів греко-римської міфології або велетнів з інших міфологій. Усі неправильні супутники (крім Феби, відкритої приблизно на століття раніше за інші) названі на честь інуїтських і галльських богів, а також на честь норвезьких крижаних гігантів.
Деякі астероїди мають ті самі назви, що й супутники Сатурна: 55 Пандора, 106 Діона, 577 Рея, 1809 Прометей, 1810 Епіметей і 4450 Пан. Крім того, ще три астероїди мали б спільні назви з супутниками Сатурна, якби не різниця в написанні, яку Міжнародний астрономічний союз офіційно закріпив у їхніх англійських назвах: Каліпсо (Calypso) та астероїд 53 Каліпсо (Kalypso), Гелена (Helene) та астероїд 101 Єлена (Helena), Гуннлод (Gunnlod) і астероїд 657 Гунльод (Gunlöd).

## Фізичні характеристики
Система супутників Сатурна дуже неоднорідна за розмірами: на один супутник, Титан, припадає понад 96 % усієї маси на орбіті навколо планети. Шість інших планемо (еліпсоїдальних супутників) становлять приблизно 4 % маси, а решта малих супутників разом із кільцями складають лише 0,04 %.
| Назва   | Діаметр (км)    | Маса (кг)           | Радіус орбіти (км)  | Орбітальний період (дні) |
| ------- | --------------- | ------------------- | ------------------- | ------------------------ |
| Мімас   | 396 (0,12 D☾)   | 4×1019 (0,0005 M☾)  | 185 539 (0,48 a☾)   | 0,9 (0,03 T☾)            |
| Енцелад | 504 (0,14 D☾)   | 1,1×1020 (0,002 M☾) | 237 948 (0,62 a☾)   | 1,4 (0,05 T☾)            |
| Тефія   | 1 062 (0,30 D☾) | 6,2×1020 (0,008 M☾) | 294 619 (0,77 a☾)   | 1,9 (0,07 T☾)            |
| Діона   | 1 123 (0,32 D☾) | 1,1×1021 (0,015 M☾) | 377 396 (0,98 a☾)   | 2,7 (0,10 T☾)            |
| Рея     | 1 527 (0,44 D☾) | 2,3×1021 (0,03 M☾)  | 527 108 (1,37 a☾)   | 4,5 (0,20 T☾)            |
| Титан   | 5 149 (1,48 D☾) | 1,35×1023 (1,80 M☾) | 1 221 870 (3,18 a☾) | 16 (0,60 T☾)             |
| Япет    | 1 470 (0,42 D☾) | 1,8×1021 (0,025 M☾) | 3 560 820 (9,26 a☾) | 79 (2,90 T☾)             |

## Формування
Вважається, що Титан, супутники середнього розміру та кільця утворилася з початкової конфігурації супутників, подібної до Галілеєвих супутників Юпітера, хоча точні деталі незрозумілі. Припускають, що або розпався супутник розміром з Титан, утворивши кільця та внутрішні супутники середніх розмірів, або що злилися два великі супутники, утворивши Титан та розкидавши крижані уламки, з яких сформувались супутники середнього розміру.
З викликаної припливами геологічної активності Енцелада та з відсутності проявів минулих резонансів в орбітах Тефії, Діони та Реї роблять висновок, що вік внутрішніх супутників до Реї включно може становити всього лише 100 мільйонів років.
За одним із запропонованих сценаріїв, гіпотетичний колишній супутник Сатурна Хризаліда розпався під дією припливних сил Сатурна. 99 % його маси впало на Сатурн, а решта 1 % утворив кільця Сатурна.

## Орбітальні групи
За параметрами орбіт супутники Сатурна можна розділити на десять груп, хоч точні межі цих груп залишаються дещо нечіткими. Багато супутників, такі як Пан і Дафніс, обертаються в системі кілець Сатурна і мають орбітальні періоди лише трохи більші за період обертання планети. Внутрішні супутники та більшість регулярних супутників мають середні нахили орбіт в діапазоні від менше 1 градуса до приблизно 1,5 градуса (за винятком Япета, який має нахил 7,57 градуса) і малі ексцентриситети. З іншого боку, нерегулярні супутники в найвіддаленіших регіонах системи Сатурна, зокрема скандинавська група, мають радіуси орбіти в мільйони кілометрів і орбітальні періоди в кілька років. Супутники скандинавської групи також обертаються в напрямку, протилежному обертанню Сатурна.

### Внутрішні супутники

#### Мінісупутники в кільцях
Наприкінці липня 2009 року в кільці В, в 480 км від його зовнішнього краю, було виявлено мінісупутник S/2009 S 1. Його діаметр оцінюють в 300 м. На відміну від мінісупутників кільця A (див. нижче), він не створює ознаки «пропелера», ймовірно, через вищу щільність кільця B.
У 2006 році на зображеннях кільця A, отриманих Кассіні знайшли чотири крихітні мінісупутники. До цього було відомо лише про два супутники у кільці А, — Пан і Дафніс, — достатньо масивні, щоб створити в кільці щілини вздовж своїх орбіт. Навпаки, маса мінісупутника дозволяє йому очистити два маленьких — приблизно 10 км у поперечнику — часткові прогалини в безпосередній близькості від самого мінісупутника, що створює структуру у формі пропелера. Самі мінісупутники мають діаметри приблизно від 40 до 500 м. Вони занадто малі, щоб їх можна було побачити безпосередньо.

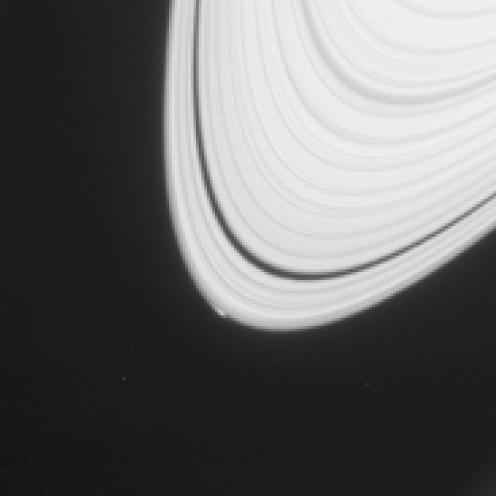
Можливий процес утворення нового супутника на зовнішньому краї кільця

У 2007 році виявлення ще 150 мінісупутників показало, що вони (за винятком двох, які були помічені за межами розриву Енке) обмежені трьома вузькими смугами в кільці А між 126 750 і 132 000 км від центру Сатурна. Кожна смуга має ширину близько тисячі кілометрів, що становить менше 1 % ширини кілець Сатурна. Ця область відносно вільна від збурень, викликаних резонансами з більшими супутниками, хоча інші області Кільця А без збурень, здається, вільні від мінісупутників. Мінісупутники, ймовірно, утворилися в результаті розпаду більшого супутника. Вважається, що кільце A містить 7000–8000 пропелерів розміром понад 0,8 км і мільйони розміром понад 0,25 км. У квітні 2014 року вчені NASA повідомили про можливе спостереження процесу утворення нового супутника в кільці A, маючи на увазі, що нинішні супутники Сатурна могли утворитися в подібному процесі в минулому, коли система кілець Сатурна була набагато масивнішою.
Подібні мінісупутники можуть існувати й у кільці F. Там можуть виникати «струмені» матеріалу внаслідок зіткнень мінісупутників, ініційованих збуреннями сусіднього невеликого супутника Прометея. Одним із найбільших мінісупутників Кільця F може бути ще непідтверджений об'єкт S/2004 S 6. Кільце F також містить тимчасові «віяла», які, як вважають, є проявом ще менших мінісупутників, приблизно 1 км у діаметрі, що обертаються в центральної частині кільця F.
Один нещодавно відкритий супутник, Егеон, знаходиться в яскравій дузі кільця G і перебуває в резонансі 7:6 з Мімасом. Це означає, що він робить рівно сім обертів навколо Сатурна, тоді як Мімас робить рівно шість. Егеон є найбільшим серед тіл, які є джерелами пилу в цьому кільці.

#### Супутники-пастухи кілець

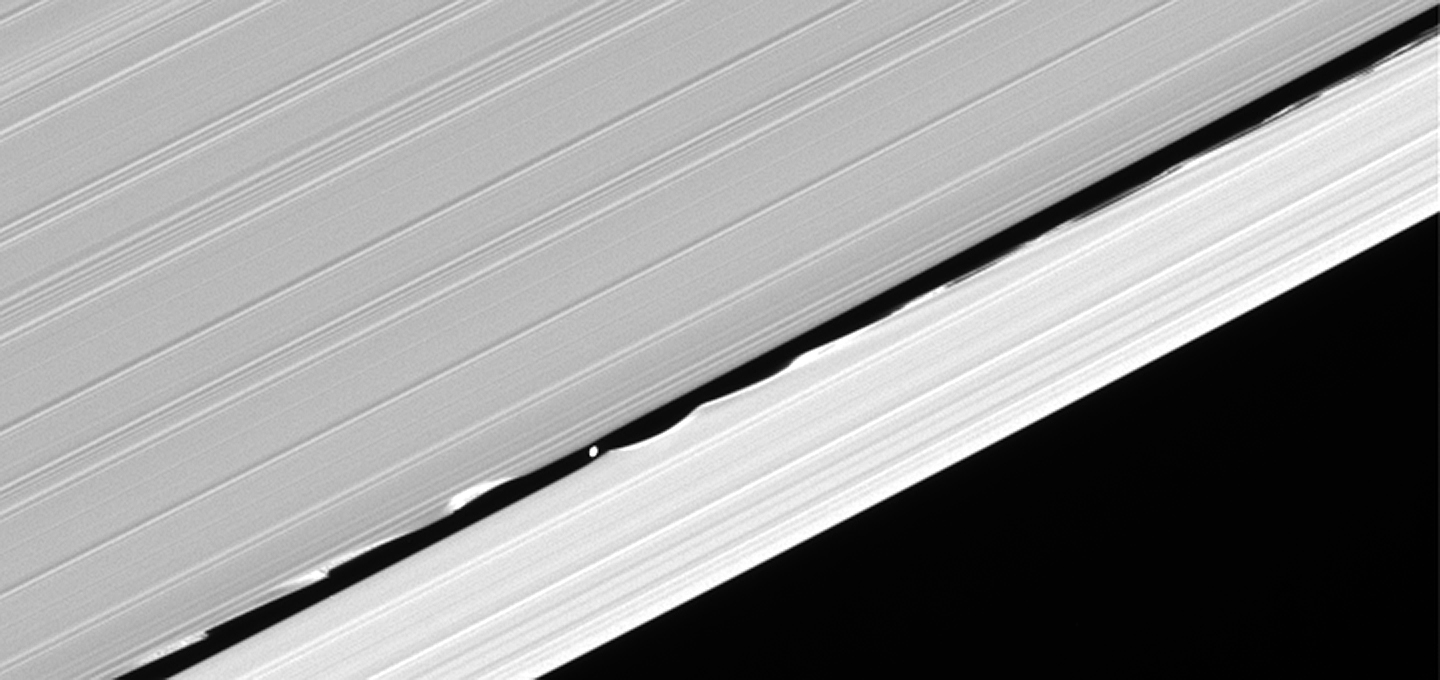
Супутник-пастух Дафніс у розриві Кілера

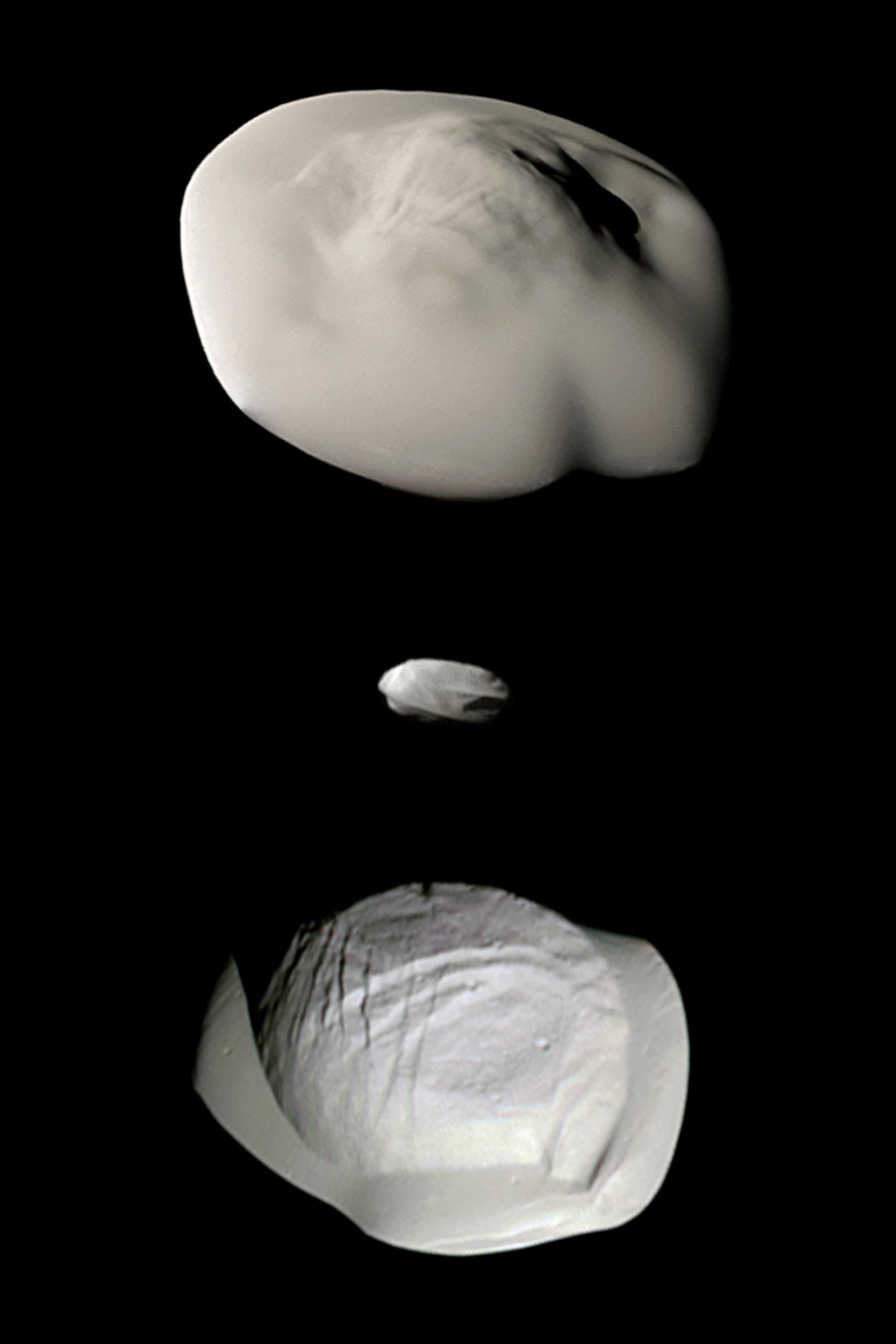
Зверху вниз, Атлас, Дафніс і Пан (посилені кольори). Вони мають чіткі Екваторіальний хребет, які, ймовірно, утворилися з матеріалу, накопиченого з кілець Сатурна.

Супутники-пастухи — це невеликі супутники, які обертаються всередині або ззовні системи кілець і своїми гравітаційними збуреннями надають кільцям гострих країв і створюють проміжки між ними. Пастухами кілець Сатурна є Пан (кільце Енке), Дафніс (кільце Кілера), Прометей (кільце F), Янус (кільце A) і Епіметей (кільце A). Ймовірно, ці супутники утворилися в результаті налипання матеріалу кільця на раніше присутні щільніші ядра. Ядра розміром від третини до половини сучасних розмірів супутників утворитися в тому ж зіткненні, яке надало матеріал для формування кілець Сатурна.
Янус і Епіметей є коорбітальними супутниками. Вони мають подібні розміри, Янус дещо більший за Епіметей. Їхні орбіти відрізняються за великою піввіссю не більше, ніж на 100 км, так що вони б зіткнулися, якби спробували обійти один одного. Замість зіткнення їхня гравітаційна взаємодія змушує їх мінятися орбітами кожні чотири роки.

#### Інші внутрішні супутники
Внутрішні супутники Атлас і Пандора не є ані супутниками-пастухами, ані супутниками в кільцях.

### Внутрішні великі супутники
Внутрішні великі супутники Сатурна обертаються в межах його розрідженого кільця E.
- Мімас — найменший і найменш масивний з внутрішніх круглих супутників[45], хоча його маси достатньо, щоб змінити орбіту Мефони[61]. Він має помітно сплющений (приблизно на 20 км) припливною силою Сатурна[62]. Мімас має великий ударний кратер Гершель, в третину свого діаметра, розташований на його передній півкулі[63]. Про геологічну активність Мімаса в минулому або сьогоденні нічого не відомо, і на його поверхні переважають ударні кратери, хоча на глибині 20-30 км під поверхнею знаходиться водний океан[64]. Єдиними відомими тектонічними особливостями є кілька дугоподібних і лінійних западин, які, ймовірно, утворилися під час того зіткнення, яке утворили кратер Гершель[63].
- Енцелад — один з найменших круглих супутників Сатурна, (менше тільки Мімас)[62], однак він ендогенно активний. Він є найменшим відомим геологічно активним тілом у Сонячній системі[65]. Його поверхня морфологічно різноманітна, включаючи як древній сильно кратерований рельєф, так і молодші ділянки з невеликою кількістю ударних кратерів. Багато рівнин на Енцеладі розтріскані й перетинаються системами лінеаментів[65]. «Кассіні» виявив, що область навколо його Південного полюса незвичайно тепла й порізана системою тріщин довжиною близько 130 км, які називаються «тигровими смугами», деякі з яких випромінюють струмені водяної пари й пилу[65]. Ці струмені утворюють великий шлейф, яки й тягнеться з його Південного полюса і поповнює кільце Е Сатурна[65], а також служить основним джерелом іонів в магнітосфері Сатурна[66]. Газ і пил викидаються зі швидкістю понад 100 кг/с. Під поверхнею Південного полюса Енцелада може бути рідка вода[65]. Вважається, що джерелом енергії для цього кріовулканізму є орбітальний резонанс 2:1 з Діоною[65]. Чистий лід на поверхні робить Енцелад одним з найяскравіших відомих об'єктів Сонячної системи — його геометричне альбедо становить понад 140 %[65].
- Тефія — третій за величиною з внутрішніх супутників Сатурна[45]. Його найбільш помітними особливостями є великий ударний кратер Одіссей[en] діаметром 400 км у передній півкулі й великий Каньйон Ітака прірва, що простягається щонайменше на 270° навколо Тефії[63]. Ітака концентрична з Одіссеєм, і ці дві геологічні структури можуть бути пов'язані. Геологічна активність Тефії не виявлена. Більша частина її поверхні сильно кратерована, однак в півкулі, протилежній Одіссею, знаходиться більш гладка рівнинна область[63]. Рівнини містять менше кратерів і, ймовірно, геологічно молодші. Від поритої кратерами місцевості їх відокремлює різка межа. Існує також система западин, що розходяться променями від Одіссея[63]. Менша, ніж у води, густина Тефії (0,985 г/см3) вказує, що супутник складається в основному з водяного льоду і лише невеликої частки гірських порід[44].
- Діона — другий за величиною внутрішній супутник Сатурна. Більша частина поверхні Діони стара й сильно кратерована. Однак цей супутник також покритий мережею западин і лінеаментів, що свідчить про колишню глобальну тектонічну активність[67]. Западин та лініаментів особливо багато на задній півкулі[67]. На рівнинах є кілька великих ударних кратерів діаметром до 250 км[63]. Трапляються гладкі рівнини з малою кількістю ударних кратерів, утворені відносно пізно в геологічній історії Діони[68]. У двох місцях на гладких рівнинах були виявлені дивні форми рельєфу (западини), що нагадують довгасті ударні кратери, обидва з яких лежать в центрах радіальних мереж тріщин і западин[68]; ці утворення можуть мати кріовулканічне походження. Діона може бути геологічно активною навіть зараз, хоча й у набагато менших масштабах, ніж кріовулканізм Енцелада. Це випливає з магнітних вимірювань «Кассіні», які показують, що Діона є джерелом плазми в магнітосфері Сатурна, багато в чому схожим на Енцелад[68].

### Алкіоніди
Між Мімасом і Енцеладом обертаються три маленькі супутники: Мефона, Анфа і Паллена. Вони названі на честь алкіонід з грецької міфології і є одними з найменших супутників відомих у системі Сатурна. Анфа та Мефона мають дуже слабкі кільцеві дуги вздовж своїх орбіт, а Паллена має слабке повне кільце. З цих трьох супутників лише Мефона була сфотографована з близької відстані, і фотографія показала її яйцеподібну форму з дуже малою кількістю кратерів або зовсім без них.

### Троянці інших супутників
Троянські супутники є унікальною особливістю, відомою лише з системи Сатурна. Вони обертаються в передній точці Лагранжа L4 або в задній точці Лагранжа L5 набагато більшого об'єкта. У Тефії є два троянські супутники, Телесто (передній) і Каліпсо (задній), у Діони теж два — Гелена (передній) і Полідевк (задній). Гелена є найбільшим троянським супутником, тоді як Полідевк є найменшим відомим і має найбільш хаотичну орбіту. Ці супутники вкриті пиловим матеріалом, який згладив їхні поверхні.

### Зовнішні великі супутники
Усі ці супутники обертаються за кільцем E. До них належать:
- Рея — другий за величиною супутник Сатурна[62]. Вимірювання плазми навколо Реї вказували, що вона, єдина з супутників Сонячної системи, має власні кільця[27], однак прямі спостереження не показали наявності таких кілець[72]. Рея має досить типову поверхню поверхню з великою кількістю кратерів[63], за винятком кількох розломів у задній півкулі[73] і ледь помітної лінії на екваторі, утвореної, ймовірно, в результаті осідання її теперішніх або колишніх кілець[74]. Рея також має два дуже великі ударні басейни на півкулі, протилежній до Сатурна, діаметрами 400 і 500 км[73]. 48-кілометровий ударний кратер Інктомі з системою яскравих променів[en][75][76] може бути одним з наймолодших кратерів на внутрішніх супутниках Сатурна. На поверхні Реї не виявлено ознак ендогенної геологічної активності[73].
- Титан з діаметром 5 149 км є найбільшим супутником Сатурна та другим за розміром супутником у Сонячній системі[77][45]. Єдиний з усіх супутників Сонячної системи, він має щільну атмосферу (з тиском 1,5 атм.), яка складається, в основному, з азоту та невеликої частки метану. В атмосфері часто утворюються яскраво-білі хмари, особливо над південним полюсом. Поверхня Титана, яку важко спостерігати через імлисту атмосферу, містить невелику кількість ударних кратерів і, ймовірно, дуже молода[78]. Вона містить світлі й темні ділянки[78][79]. Темні ділянки містять поля дюн, утворених піщинками замерзлої води або вуглеводнів[80]. Титан є єдиним окрім Землі тілом у Сонячній системі, на поверхні якого існує рідина, а саме метаново-етанові озера в північній і південній полярних регіонах[81]. Найбільше озеро, Кракенове море, має більший розмір, ніж Каспійське море — найбільше озеро на Землі[82]. Вважається, що на Титані також є підповерхневий океан, складений з води й аміаку, який може вивергатися на поверхню, призводячи до кріовулканізму[79].
- Гіперіон — найближчий сусід Титана в системі Сатурна. Два супутники знаходяться в орбітальному резонансі 4:3[45]. Гіперіон має неправильну форму і низьку густину близько 0,55 г/см3, яка вказує на високу пористість. Гіперіона покритий численними ударними кратерами діаметрами 2-10 км. Це єдиний відомий супутник, окрім маленьких супутників Плутона, який має хаотичне обертання, тобто не має чітко визначених полюсів та екватора. У той час як на коротких часових масштабах супутник обертається навколо своєї довгої осі зі швидкістю приблизно 72-75° на день, на довших часових масштабах його вісь обертання хаотично блукає по небу[83], що робить обертання Гіперіона по суті непередбачуваним[84].
- Япет — третій за величиною супутник Сатурна[62]. Він є найвіддаленішим з його великих супутників і має найбільший нахил орбіти — 15,47°[46]. Давно було відомо, що його передня півкуля темна, а задня майже така ж світла, як свіжий сніг. «Кассіні» показав, що темний матеріал сконцентрований у великій навколоекваторіальній зоні на широтах приблизно від 40° північної широти до 40° південної широти, що називається областю Кассіні, натомість як полярні області Япета такі ж яскраві, як і його задня півкуля[85]. Походження цієї темної області пов'язано із зовнішнім розрідженим кільцем Сатурна — так званим кільцем Феби, яке складається з частинок пилу й льоду, вибитих зіткненнями з Феби. Частинки дрейфують дрейфують у кільці й падають на Япет, затемнюючи його передню півкулю[86]. Це збільшує її нагрівання, що призводить до сублімації водного льоду й конденсації водної пари в холодніших регіонах, що ще сильніше збільшує контраст між яскравими льодовими областями та темними регіонами, залишених після втрати поверхневого льоду[87][88]. «Кассіні» також виявив екваторний хребет висотою 20 км, який охоплює майже весь екватор супутника. І темні, і світлі ділянки Япета старі і сильно кратеровані. На фотографіях видно принаймні чотири великі ударні басейни діаметром від 380 до 550 км і численні менші ударні кратери. Проявів ендогенної активності не виявлено[85].

### Нерегулярні
Нерегулярні супутники — це невеликі супутники з великими, нахиленими й часто ретроградними орбітами, які, як вважають, були захоплені планетою з міжпланетного простору. Вони часто зустрічаються у вигляді колізійних сімей, званих групами. Точний розмір і альбедо нерегулярних супутників достеменно невідомі, оскільки супутники занадто малі, щоб їх можна було розрізнити в телескоп. Зазвичай їхнє альбедо вважається досить низьким — близько 6 % (альбедо Феби) або менше. Нерегулярні супутники, як правило, мають спектри зі смугами поглинання води. Вони мають нейтральний або помірно червоний колір — подібно до астероїдів типів C, P або D, і вони набагато менш червоні, ніж об'єкти поясу Койпера.

#### Інуїтська група
Інуїтська група включає дванадцять проградних зовнішніх супутників, які достатньо близькі за відстанями до планети (190—300 радіусів Сатурна), нахилом орбіти (45–50°) і кольорами. Інуїтська група розділяється на три окремі підгрупи з різними великими півосями, названі на честь своїх найбільших членів:
- Підгрупа Ківіока включає п'ять членів: Ківіок, Іджирак, S/2005 S 4, S/2019 S 1 і S/2020 S 1[90].
- Підгрупа Сіарнака включає шість членів: Сіарнак, Таркек, S/2004 S 31, S/2019 S 14, S/2020 S 3 і S/2020 S 5[90].
- Підгрупа Паліака не містить інших відомих членів, окрім самого Паліака[2].

З усієї інуїтської групи найбільшим супутником є Сіарнак з розміром близько 40 км.

#### Галльська група
Галльська група включає сім проградних зовнішніх супутників, близьких за відстанню від планети (200—300 радіусів Сатурна), нахилом орбіти (35–40°) і кольором. Це Альбіорікс, Бебінд, Ерріапо, Тарвос, S/2004 S 29, S/2007 S 8 і S/2020 S 4. Найбільшим із цих супутників є Альбіорікс з діаметром близько 32 км.

#### Скандинавська група
Усі 100 ретроградних зовнішніх супутників Сатурна віднесені до скандинавської групи. Це Альвальді, Ангрбода, Белі, Бергельмір, Бестла, Гейррод, Грейп, Грідр, Гуннлод, Гаті, Ґерд, Гірроккін, Еггтер, Егір, Імір, Карі, Логі, Мунділфарі, Нарві, Скаді, Сколл, Скрюмір, Сурт, Суттунг, Трюм, Тьяцці, Фарбауті, Феба, Фенрір, Форньйот, Ярнсакса і 69 безіменних супутників. Найбільшим супутником Скандинавської групи є Феба діаметром 213±1.4 км, а другим за розмірами — Імір, діаметр якого становить лише 18 км.
- Феба з діаметром 213±1.4 км є найбільшим нерегулярним супутником Сатурна[31]. Вона має ретроградну орбіту і обертається навколо своєї з періодом 9,3 години[93]. Феба була першим супутником Сатурна, детально вивченим "Кассіні" в червні 2004, коли "Кассіні" вдалося сфотографувати майже 90% поверхні супутника. Феба має майже сферичну форму та відносно високу густину близько 1,6 г/см3[31]. Зображення "Кассіні" показують темну сильно кратеровану поверхню — близько 130 кратерів діаметром понад 10 км. Такі зіткнення могли призвести до викиду уламків Феби на орбіту навколо Сатурна, і двома з них можуть бути S/2006 S 20 і S/2006 S 9, орбіти яких подібні до орбіти Феби[2][94][95]. Спектроскопічні вимірювання показали, що поверхня складається з водяного льоду, вуглекислого газу, філосилікатів, органіки та, можливо, залізовмісних мінералів. Вважається, що Феба - захоплений кентавр, який походить з поясу Койпера[31]. Вона також служить джерелом матеріалу для найбільшого відомого кільця Сатурна, яке затемнює передню півкулю Япета[86].

#### Позагрупові нерегулярні супутники
Три проградні супутники Сатурна не можна однозначно віднести ані до інуїтської, ані до галльської групи. S/2004 S 24 і S/2006 S 12 мають нахили орбіт, подібні до галльської групи, але набагато більш віддалені від планети — їхні великі півосі ~400 і ~340 радіусів Сатурна відповідно. Чи S/2019 S 6 відноситься до галльської, чи до інуїтської групи, залишається спірним питанням.

## Список
| Позначення               | Позначення       | Позначення      | Позначення      | Позначення          | Позначення                                  |
| ------------------------ | ---------------- | --------------- | --------------- | ------------------- | ------------------------------------------- |
| Малі внутрішні супутники | Великі супутники | Інуїтська група | Галльська група | Скандинавська група | Позагрупові проградні нерегулярні супутники |

| Номер   | Назва           | Фото | Абс. зор. величина | Діаметр (км)                 | Маса (× 1015 кг) | Велика піввісь (км) | Орбітальний період (дні) | Нахил орбіти (°) | Ексцент. | Положення                    | Рік відкриття | Відкривач       |
| ------- | --------------- | --- | ------------------ | ---------------------------- | ---------------- | ------------------- | ------------------------ | ---------------- | -------- | ---------------------------- | ------------- | --------------- |
| Q !     | S/2009 S 1      | | —                  | 0,3                          | ≈ 0,0000071      | 116900              | 0,47150                  | ≈ 0,0            | ≈ 0,000  | Зовнішній край кільця B      | 2009          | «Кассіні»       |
| A !     | (мінісупутники) | A noisy image showing a few bright dots marked by circles | —                  | 0,04–0,4                     | < 0,000017       | ≈ 130000            | ≈ 0,55                   | ≈ 0,0            | ≈ 0,000  | Три 1000-км смуги в кільці A | 2006          | «Кассіні»       |
| XVIII   | Пан             | An irregularly shaped body with a prominent equatorial ridge. It is illuminated from the bottom right. | 9,2                | 27,4 (34,6 × 28,2 × 21,0)    | 4,30             | 133600              | +0,57505                 | 0,0              | 0,000    | У межах щілини Енке          | 1990          | Шоуолтер        |
| XXXV    | Дафніс          | A small, irregularly shaped body elongated from the bottom left to top right. It is illuminated from the bottom left. | —                  | 7,8 (9,8 × 8,4 × 5,6)        | 0,068            | 136500              | +0,59408                 | 0,0              | 0,000    | Усередині щілини Кілера      | 2005          | «Кассіні»       |
| XV      | Атлас           | An irregularly shaped body is fully illuminated. The body, which looks like a cone viewed from the south pole, is elongated downward. | 8,5                | 29,8 (40,8 × 35,4 × 18,6)    | 5,490            | 137700              | +0,60460                 | 0,0              | 0,001    |                              | 1980          | «Вояджер-1»     |
| XVI     | Прометей        | An irregularly shaped oblong body is fully illuminated. It is elongated in the direction from the top left to bottom left. Its surface is covered by craters. | 6,7                | 85,6 (137 × 81 × 56)         | 159,72           | 139400              | +0,61588                 | 0,0              | 0,002    | Пастух кільця F              | 1980          | «Вояджер-1»     |
| XVII    | Пандора         | An irregularly shaped body is half illuminated from the bottom. The terminator runs from the left to right. The surface is covered by numerous craters. | 6,5                | 80,0 (103 × 79 × 63)         | 135,7            | 141700              | +0,63137                 | 0,0              | 0,004    |                              | 1980          | «Вояджер-1»     |
| XI      | Епіметей        | A partially-illuminated irregular body, which has a shape remotely resembling a cube. The body's surface consists of ridges and valleys and is covered by craters. | 5,5                | 117,2 (130 × 116 × 107)      | 525,607          | 151400              | +0,69701                 | 0,3              | 0,020    | Спільна орбіта з Янусом      | 1966          | Фонтен і Ларсон |
| X       | Янус            | An irregular body, whose outline looks like an approximate circle in this image. It is illuminated from the bottom-left. The terminator runs from the top-left to bottom-right. The surface is covered by craters. | 4,5                | 178,0 (203 × 186 × 149)      | 1893,88          | 151500              | +0,69735                 | 0,2              | 0,007    | Спільна орбіта з Епіметеєм   | 1966          | Дольфюс         |
| LIII    | Егеон           | Image of Aegaeon by Cassini. | —                  | 0,66 (1,4 × 0,5 × 0,4)       | 0,0000782        | 167500              | +0,80812                 | 0,0              | 0,000    | Мінісупутник в кільці G      | 2008          | «Кассіні»       |
| I       | Мімас           | A spherical body is half illuminated from the left. The terminator runs from the top to bottom in the vicinity of the right limb. A large crater with a central peak sits on the terminator slightly to the right and above the center of the body. It makes the body look like the Death Star. There are numerous smaller craters. | 3,2                | 396,4 (416 × 393 × 381)      | 37509,4          | 186000              | +0,94242                 | 1,6              | 0,020    |                              | 1789          | Гершель         |
| XXXII   | Мефона          | A smooth, featureless ellipsoidal object illuminated from the top right, distinctly looking like an egg. | —                  | 2,90 (3,88 × 2,58 × 2,42)    | 0,00392          | 194700              | +1,00955                 | 0,0              | 0,002    | Алкіоніди                    | 2004          | «Кассіні»       |
| XLIX    | Анфа            | A blurry ellipsoidal object in the center of the image | —                  | 1,8                          | ≈ 0,0015         | 198100              | +1,03890                 | 0,0              | 0,002    | Алкіоніди                    | 2007          | «Кассіні»       |
| XXXIII  | Паллена         | A small, half-illuminated ellipsoidal object in front of Saturn as a backdrop | —                  | 4,46 (5,76 × 4,16 × 3,68)    | ≈ 0,023          | 212300              | +1,15606                 | 0,2              | 0,004    | Алкіоніди                    | 2004          | «Кассіні»       |
| II      | Енцелад         | | 2,1                | 504,2 (513 × 503 × 497)      | 108031,8         | 238400              | +1,37022                 | 0,0              | 0,005    | Утворює кільце E             | 1789          | Гершель         |
| III     | Тефія           | | 0,7                | 1062,2 (1077 × 1057 × 1053)  | 617495,9         | 295000              | +1,88780                 | 1,1              | 0,001    |                              | 1684          | Кассіні         |
| XIII    | Телесто         | An oblong object with a few large craters and a smooth surface | 8,7                | 24,6 (33,2 × 23,4 × 19,2)    | ≈ 3,9            | 295000              | +1,88780                 | 1,2              | 0,001    | Передній троянець Тефії (L4) | 1980          | Сміт та ін.     |
| XIV     | Каліпсо         | An oblong body is seen in this low resolution image. | 9,2                | 19,0 (29,4 × 18,6 × 12,8)    | ≈ 1,8            | 295000              | +1,88780                 | 1,5              | 0,001    | Задній троянець Тефії (L5)   | 1980          | Паску та ін.    |
| XII     | Гелена          | An irregularly shaped body illuminated from the left. Its surface is covered by numerous impact craters. | 8,2                | 36,2 (45,2 × 39,2 × 26,6)    | 7,1              | 377600              | +2,73692                 | 0,2              | 0,007    | Передній троянець Діони (L4) | 1980          | Лак і Лекашо    |
| XXXIV   | Полідевк        | A small oblong body is barely resolved in this image. | —                  | 3,06 (3,50 × 3,10 × 2,62)    | ≈ 0,0075         | 377600              | +2,73692                 | 0,2              | 0,019    | Задній троянець Діони (L5)   | 2004          | «Кассіні»       |
| IV      | Діона           | | 0,8                | 1122,8 (1128 × 1123 × 1119)  | 1095486,8        | 377700              | +2,73692                 | 0,0              | 0,002    |                              | 1684          | Кассіні         |
| V       | Рея             | | 0,1                | 1527,6 (1530 × 1526 × 1525)  | 2306485,4        | 527200              | +4,51750                 | 0,3              | 0,001    |                              | 1672          | Кассіні         |
| VI      | Титан           | | –1,3               | 5149,46 (5149 × 5149 × 5150) | 134518035,4      | 1221900             | +15,9454                 | 0,3              | 0,029    |                              | 1655          | Гюйгенс         |
| VII     | Гіперіон        | An irregularly shaped oblong body is illuminated from the left. The terminator is near the right limb. The body is elongated in the top-bottom direction. The surface is punctured by numerous impact craters, which make it look like a sponge or cheese.                                                                          | 4,8                | 270,0 (360 × 266 × 205)      | 5551,0           | 1481500             | +21,2767                 | 0,6              | 0,105    | У резонансі 4:3 із Титаном   | 1848          | Бонд & Ласселл  |
| VIII    | Япет            | | 1,2                | 1468,6 (1491 × 1491 × 1424)  | 1805659,1        | 3561700             | +79,3310                 | 7,6              | 0,028    |                              | 1671          | Кассіні         |
| R !     | S/2019 S 1      | | 15,3               | ≈ 6                          | ≈ 0,11           | 11245400            | +445,51                  | 49,5             | 0,384    | Інуїтська група (Ківіок)     | 2019          | Ештон та ін.    |
| XXIV    | Ківіок          | | 12,7               | ≈ 19                         | ≈ 3,6            | 11307300            | +449,13                  | 48,9             | 0,182    | Інуїтська група (Ківіок)     | 2000          | Гледмен та ін.  |
| Zza !   | S/2005 S 4      | | 15,7               | ≈ 5                          | ≈ 0,065          | 11324500            | +450,22                  | 48,0             | 0,315    | Інуїтська група (Ківіок)     | 2005          | Шеппард та ін.  |
| S !     | S/2020 S 1      | | 15,9               | ≈ 4                          | ≈ 0,034          | 11338700            | +451,10                  | 48,2             | 0,337    | Інуїтська група (Ківіок)     | 2020          | Ештон та ін.    |
| XXII    | Іджирак         | | 13,3               | ≈ 15                         | ≈ 1,8            | 11344600            | +451,46                  | 49,2             | 0,353    | Інуїтська група (Ківіок)     | 2000          | Гледмен та ін.  |
| IX      | Феба            | An approximately spherical heavily cratered body is illuminated from the bottom-right. The terminator runs near the left and top limbs. There is huge crater at the top, which affects the shape, and another slightly smaller at the bottom.                                                                                       | 6,7                | 213,0 (219 × 217 × 204)      | 8312,3           | 12929400            | −550,30                  | 175,2            | 0,164    | Скандинавська група (Феба)   | 1898          | Пікерінг        |
| Zzzc !  | S/2006 S 20     | | 15,7               | ≈ 5                          | ≈ 0,065          | 13193800            | −567,27                  | 173,1            | 0,206    | Скандинавська група (Феба)   | 2006          | Шеппард та ін.  |
| T !     | S/2006 S 9      | | 16,5               | ≈ 3                          | ≈ 0,014          | 14406600            | −647,89                  | 173,0            | 0,248    | Скандинавська група (Феба)   | 2006          | Шеппард та ін.  |
| XX      | Паліак          | | 11,7               | ≈ 30                         | ≈ 14             | 14997300            | +687,08                  | 47,1             | 0,384    | Інуїтська група (Паліак)     | 2000          | Гледмен та ін.  |
| XXVII   | Скаді           | | 14,4               | ≈ 9                          | ≈ 0,38           | 15575100            | −728,10                  | 149,7            | 0,265    | Скандинавська група          | 2000          | Гледмен та ін.  |
| U !     | S/2007 S 5      | | 16,2               | ≈ 4                          | ≈ 0,034          | 15835700            | −746,88                  | 158,4            | 0,104    | Скандинавська група          | 2007          | Шеппард та ін.  |
| Zzb !   | S/2007 S 7      | | 16,2               | ≈ 4                          | ≈ 0,034          | 15931700            | −754,29                  | 169,2            | 0,217    | Скандинавська група          | 2007          | Шеппард та ін.  |
| O !     | S/2007 S 2      | | 15,6               | ≈ 5                          | ≈ 0,065          | 15939100            | −754,90                  | 174,1            | 0,232    | Скандинавська група          | 2007          | Шеппард та ін.  |
| K !     | S/2004 S 37     | | 15,9               | ≈ 4                          | ≈ 0,034          | 15940400            | −754,48                  | 158,2            | 0,447    | Скандинавська група          | 2004          | Шеппард та ін.  |
| Zu !    | S/2004 S 47     | | 16,3               | ≈ 4                          | ≈ 0,034          | 16050600            | −762,49                  | 160,9            | 0,291    | Скандинавська група          | 2004          | Шеппард та ін.  |
| V !     | S/2004 S 40     | | 16,3               | ≈ 4                          | ≈ 0,034          | 16075600            | −764,60                  | 169,2            | 0,297    | Скандинавська група          | 2004          | Шеппард та ін.  |
| XXVI    | Альбіорікс      | | 11,2               | 28,6                         | ≈ 12             | 16329100            | +783,49                  | 38,9             | 0,470    | Галльська група              | 2000          | Голман          |
| W !     | S/2019 S 2      | | 16,5               | ≈ 3                          | ≈ 0,014          | 16559900            | −799,82                  | 173,3            | 0,279    | Скандинавська група          | 2019          | Ештон та ін.    |
| XXXVII  | Бефінд          | | 15,0               | ≈ 7                          | ≈ 0,18           | 17028900            | +834,94                  | 37,4             | 0,482    | Галльська група              | 2004          | Шеппард та ін.  |
| Zzc !   | S/2007 S 8      | | 16,0               | ≈ 4                          | ≈ 0,034          | 17049000            | +836,90                  | 36,2             | 0,490    | Галльська група              | 2007          | Шеппард та ін.  |
| LX      | S/2004 S 29     | | 15,8               | ≈ 5                          | ≈ 0,065          | 17063900            | +837,78                  | 38,6             | 0,485    | Галльська група              | 2004          | Шеппард та ін.  |
| X !     | S/2019 S 3      | | 16,2               | ≈ 4                          | ≈ 0,034          | 17077200            | −837,74                  | 166,9            | 0,249    | Скандинавська група          | 2019          | Ештон та ін.    |
| Zzd !   | S/2020 S 7      | | 16,8               | ≈ 3                          | ≈ 0,014          | 17400000            | −861,70                  | 161,5            | 0,500    | Скандинавська група          | 2020          | Ештон та ін.    |
| I !     | S/2004 S 31     | | 15,6               | ≈ 5                          | ≈ 0,065          | 17497300            | +866,10                  | 48,1             | 0,159    | Інуїтська група (Сіарнак)    | 2004          | Шеппард та ін.  |
| XXVIII  | Ерріпо          | | 13,7               | ≈ 12                         | ≈ 0,95           | 17507200            | +871,10                  | 38,7             | 0,462    | Галльська група              | 2000          | Гледмен та ін.  |
| XLVII   | Сколл           | | 15,4               | ≈ 6                          | ≈ 0,11           | 17625700            | −878,44                  | 158,4            | 0,470    | Скандинавська група          | 2006          | Шеппард та ін.  |
| LII     | Таркек          | | 14,8               | ≈ 7                          | ≈ 0,18           | 17748200            | +884,98                  | 49,7             | 0,119    | Інуїтська група (Сіарнак)    | 2007          | Шеппард та ін.  |
| Zze !   | S/2019 S 14     | | 16,3               | ≈ 4                          | ≈ 0,034          | 17853000            | +893,14                  | 46,2             | 0,172    | Інуїтська група (Сіарнак)    | 2019          | Ештон та ін.    |
| Y !     | S/2020 S 2      | | 16,9               | ≈ 3                          | ≈ 0,014          | 17869300            | −897,60                  | 170,7            | 0,152    | Скандинавська група          | 2020          | Ештон та ін.    |
| XXIX    | Сіарнак         | | 10,6               | 39,3                         | ≈ 32             | 17880800            | +895,87                  | 48,2             | 0,311    | Інуїтська група (Сіарнак)    | 2000          | Гледмен та ін.  |
| Za !    | S/2019 S 4      | | 16,5               | ≈ 3                          | ≈ 0,014          | 17956700            | −904,26                  | 170,1            | 0,409    | Скандинавська група          | 2019          | Ештон та ін.    |
| Z !     | S/2020 S 3      | | 16,4               | ≈ 3                          | ≈ 0,014          | 18054700            | +907,99                  | 46,1             | 0,144    | Інуїтська група (Сіарнак)    | 2020          | Ештон та ін.    |
| Zb !    | ‡S/2004 S 41    | | 16,3               | ≈ 4                          | ≈ 0,034          | 18095000            | −914,61                  | 165,7            | 0,300    | Скандинавська група          | 2004          | Шеппард та ін.  |
| XXI     | Тарвос          | | 13,1               | ≈ 16                         | ≈ 2,1            | 18215100            | +926,37                  | 38,6             | 0,528    | Галльська група              | 2000          | Гледмен та ін.  |
| Zc !    | S/2020 S 4      | | 17,0               | ≈ 3                          | ≈ 0,014          | 18235500            | +926,92                  | 40,1             | 0,495    | Галльська група              | 2020          | Ештон та ін.    |
| Zf !    | S/2004 S 42     | | 16,1               | ≈ 4                          | ≈ 0,034          | 18240800            | −925,91                  | 165,7            | 0,158    | Скандинавська група          | 2004          | Шеппард та ін.  |
| XLIV    | Гірроккін       | | 14,3               | ≈ 9                          | ≈ 0,38           | 18342600            | −931,89                  | 150,3            | 0,331    | Скандинавська група          | 2004          | Шеппард та ін.  |
| LI      | Грейп           | | 15,3               | ≈ 6                          | ≈ 0,11           | 18380400            | −936,98                  | 173,4            | 0,317    | Скандинавська група          | 2006          | Шеппард та ін.  |
| Zc !    | S/2020 S 5      | | 16,6               | ≈ 3                          | ≈ 0,014          | 18391300            | +933,88                  | 48,2             | 0,220    | Інуїтська група (Сіарнак)    | 2020          | Ештон та ін.    |
| D !     | S/2004 S 13     | | 16,3               | ≈ 4                          | ≈ 0,034          | 18453300            | −942,57                  | 169,0            | 0,265    | Скандинавська група          | 2004          | Шеппард та ін.  |
| Ze !    | S/2007 S 6      | | 16,4               | ≈ 3                          | ≈ 0,014          | 18544900            | −949,50                  | 166,5            | 0,169    | Скандинавська група          | 2007          | Шеппард та ін.  |
| XXV     | Мунділфарі      | | 14,6               | ≈ 8                          | ≈ 0,27           | 18590300            | −952,95                  | 168,4            | 0,210    | Скандинавська група          | 2000          | Гледмен та ін.  |
| M !     | S/2006 S 1      | | 15,6               | ≈ 5                          | ≈ 0,065          | 18745000            | −964,14                  | 156,0            | 0,105    | Скандинавська група          | 2006          | Шеппард та ін.  |
| Zi !    | S/2004 S 43     | | 16,3               | ≈ 4                          | ≈ 0,034          | 18935000            | −980,08                  | 171,1            | 0,432    | Скандинавська група          | 2004          | Шеппард та ін.  |
| Zg !    | S/2006 S 10     | | 16,4               | ≈ 3                          | ≈ 0,014          | 18979900            | −983,14                  | 161,6            | 0,151    | Скандинавська група          | 2006          | Шеппард та ін.  |
| Zh !    | S/2019 S 5      | | 16,6               | ≈ 3                          | ≈ 0,014          | 19076900            | −990,38                  | 158,8            | 0,215    | Скандинавська група          | 2019          | Ештон та ін.    |
| LIV     | Грід            | | 15,8               | ≈ 5                          | ≈ 0,065          | 19250700            | −1004,75                 | 163,9            | 0,187    | Скандинавська група          | 2004          | Шеппард та ін.  |
| XXXVIII | Бергельмір      | | 15,2               | ≈ 6                          | ≈ 0,11           | 19269100            | −1005,58                 | 158,7            | 0,144    | Скандинавська група          | 2004          | Шеппард та ін.  |
| L       | Ярнсакса        | | 15,6               | ≈ 5                          | ≈ 0,065          | 19279700            | −1006,92                 | 163,0            | 0,219    | Скандинавська група          | 2006          | Шеппард та ін.  |
| XXXI    | Нарві           | | 14,5               | ≈ 8                          | ≈ 0,27           | 19286500            | −1003,84                 | 143,7            | 0,449    | Скандинавська група          | 2003          | Шеппард та ін.  |
| XXIII   | Суттунг         | | 14,6               | ≈ 8                          | ≈ 0,27           | 19391700            | −1016,71                 | 175,0            | 0,116    | Скандинавська група          | 2000          | Гледмен та ін.  |
| P !     | S/2007 S 3      | | 15,7               | ≈ 5                          | ≈ 0,065          | 19513700            | −1026,35                 | 175,6            | 0,162    | Скандинавська група          | 2007          | Шеппард та ін.  |
| Zj !    | S/2004 S 44     | | 15,8               | ≈ 5                          | ≈ 0,065          | 19515400            | −1026,16                 | 167,7            | 0,129    | Скандинавська група          | 2004          | Шеппард та ін.  |
| Zm !    | S/2006 S 12     | | 16,2               | ≈ 4                          | ≈ 0,034          | 19569800            | +1035,05                 | 38,6             | 0,542    | Галльська група?             | 2006          | Шеппард та ін.  |
| Zk !    | S/2004 S 45     | | 16,0               | ≈ 4                          | ≈ 0,034          | 19693600            | −1038,70                 | 154,0            | 0,551    | Скандинавська група          | 2004          | Шеппард та ін.  |
| XLIII   | Гаті            | | 15,4               | ≈ 6                          | ≈ 0,11           | 19697100            | −1040,29                 | 164,1            | 0,375    | Скандинавська група          | 2004          | Шеппард та ін.  |
| E !     | S/2004 S 17     | | 16,0               | ≈ 4                          | ≈ 0,034          | 19699300            | −1040,86                 | 167,9            | 0,162    | Скандинавська група          | 2004          | Шеппард та ін.  |
| Zl !    | S/2006 S 11     | | 16,5               | ≈ 3                          | ≈ 0,014          | 19711900            | −1042,28                 | 174,1            | 0,144    | Скандинавська група          | 2004          | Шеппард та ін.  |
| C !     | S/2004 S 12     | | 15,9               | ≈ 4                          | ≈ 0,034          | 19801200            | −1048,57                 | 164,7            | 0,337    | Скандинавська група          | 2004          | Шеппард та ін.  |
| LIX     | Еггтер          | | 15,4               | ≈ 6                          | ≈ 0,11           | 19844700            | −1052,33                 | 165,0            | 0,157    | Скандинавська група          | 2004          | Шеппард та ін.  |
| Zo !    | S/2006 S 13     | | 16,1               | ≈ 4                          | ≈ 0,034          | 19953800            | −1060,63                 | 162,0            | 0,313    | Скандинавська група          | 2006          | Шеппард та ін.  |
| Zn !    | S/2019 S 6      | | 16,1               | ≈ 4                          | ≈ 0,034          | 20048600            | +1066,40                 | 41,3             | 0,259    | Інуїтська/галльська група    | 2019          | Ештон та ін.    |
| Zzy !   | S/2007 S 9      | | 16,1               | ≈ 4                          | ≈ 0,034          | 20174600            | −1078,07                 | 159,3            | 0,360    | Скандинавська група          | 2007          | Шеппард та ін.  |
| Zp !    | S/2019 S 7      | | 16,3               | ≈ 4                          | ≈ 0,034          | 20181300            | −1080,29                 | 174,2            | 0,232    | Скандинавська група          | 2019          | Ештон та ін.    |
| Zq !    | S/2019 S 8      | | 16,3               | ≈ 4                          | ≈ 0,034          | 20284400            | −1088,68                 | 172,8            | 0,311    | Скандинавська група          | 2019          | Ештон та ін.    |
| XL      | Фарбауті        | | 15,8               | ≈ 5                          | ≈ 0,065          | 20292500            | −1087,29                 | 157,7            | 0,248    | Скандинавська група          | 2004          | Шеппард та ін.  |
| XXX     | Трюм            | | 14,3               | ≈ 9                          | ≈ 0,38           | 20326500            | −1091,84                 | 174,8            | 0,467    | Скандинавська група          | 2000          | Гледмен та ін.  |
| XXXIX   | Бестла          | | 14,6               | ≈ 8                          | ≈ 0,27           | 20337900            | −1087,46                 | 136,3            | 0,461    | Скандинавська група          | 2004          | Шеппард та ін.  |
| Zr !    | S/2019 S 9      | | 16,3               | ≈ 4                          | ≈ 0,034          | 20359000            | −1093,11                 | 159,5            | 0,433    | Скандинавська група          | 2019          | Ештон та ін.    |
| Zs !    | S/2004 S 46     | | 16,4               | ≈ 3                          | ≈ 0,014          | 20513000            | −1107,58                 | 177,2            | 0,249    | Скандинавська група          | 2004          | Шеппард та ін.  |
| LV      | Ангрбода        | | 16,2               | ≈ 4                          | ≈ 0,034          | 20591000            | −1114,05                 | 177,4            | 0,216    | Скандинавська група          | 2004          | Шеппард та ін.  |
| Zv !    | S/2019 S 11     | | 16,2               | ≈ 4                          | ≈ 0,034          | 20663700            | −1115,00                 | 144,6            | 0,513    | Скандинавська група          | 2019          | Ештон та ін.    |
| XXXVI   | Егір            | | 15,5               | ≈ 5                          | ≈ 0,065          | 20664600            | −1119,33                 | 166,9            | 0,255    | Скандинавська група          | 2004          | Шеппард та ін.  |
| LXI     | Белі            | | 16,1               | ≈ 4                          | ≈ 0,034          | 20703800            | −1121,76                 | 158,9            | 0,087    | Скандинавська група          | 2004          | Шеппард та ін.  |
| Zt !    | S/2019 S 10     | | 16,7               | ≈ 3                          | ≈ 0,014          | 20713400            | −1123,04                 | 163,9            | 0,249    | Скандинавська група          | 2019          | Ештон та ін.    |
| Zx !    | S/2019 S 12     | | 16,3               | ≈ 4                          | ≈ 0,034          | 20904500            | −1138,85                 | 167,1            | 0,476    | Скандинавська група          | 2019          | Ештон та ін.    |
| LVII    | Ґерд            | | 15,9               | ≈ 4                          | ≈ 0,034          | 20947500            | −1142,97                 | 174,4            | 0,517    | Скандинавська група          | 2004          | Шеппард та ін.  |
| Zz !    | S/2019 S 13     | | 16,7               | ≈ 3                          | ≈ 0,014          | 20965800            | −1144,92                 | 177,3            | 0,318    | Скандинавська група          | 2019          | Ештон та ін.    |
| Zw !    | S/2006 S 14     | | 16,5               | ≈ 3                          | ≈ 0,014          | 21062100            | −1152,68                 | 166,7            | 0,060    | Скандинавська група          | 2006          | Шеппард та ін.  |
| LXII    | Гуннлод         | | 15,6               | ≈ 5                          | ≈ 0,065          | 21141900            | −1157,98                 | 160,4            | 0,251    | Скандинавська група          | 2004          | Шеппард та ін.  |
| Zzf !   | S/2019 S 15     | | 16,6               | ≈ 3                          | ≈ 0,014          | 21189700            | −1161,54                 | 157,7            | 0,257    | Скандинавська група          | 2019          | Ештон та ін.    |
| Zy !    | S/2020 S 6      | | 16,6               | ≈ 3                          | ≈ 0,014          | 21265300            | −1168,86                 | 166,9            | 0,481    | Скандинавська група          | 2020          | Ештон та ін.    |
| B !     | S/2004 S 7      | | 15,6               | ≈ 5                          | ≈ 0,065          | 21328200            | −1173,93                 | 164,9            | 0,511    | Скандинавська група          | 2004          | Шеппард та ін.  |
| N !     | S/2006 S 3      | | 15,6               | ≈ 5                          | ≈ 0,065          | 21353000            | −1174,76                 | 156,1            | 0,432    | Скандинавська група          | 2006          | Шеппард та ін.  |
| Zzg !   | S/2005 S 5      | | 16,4               | ≈ 3                          | ≈ 0,014          | 21366200            | −1177,82                 | 169,5            | 0,588    | Скандинавська група          | 2005          | Шеппард та ін.  |
| LVI     | Скрюмір         | | 15,6               | ≈ 5                          | ≈ 0,065          | 21448000            | −1185,15                 | 175,6            | 0,437    | Скандинавська група          | 2004          | Шеппард та ін.  |
| Zzi !   | S/2006 S 16     | | 16,5               | ≈ 3                          | ≈ 0,014          | 21720700            | −1207,52                 | 164,1            | 0,204    | Скандинавська група          | 2006          | Шеппард та ін.  |
| Zzh !   | S/2006 S 15     | | 16,2               | ≈ 4                          | ≈ 0,034          | 21799400            | −1213,96                 | 161,1            | 0,117    | Скандинавська група          | 2006          | Шеппард та ін.  |
| H !     | S/2004 S 28     | | 15,8               | ≈ 5                          | ≈ 0,065          | 21865900            | −1220,68                 | 167,9            | 0,159    | Скандинавська група          | 2004          | Шеппард та ін.  |
| Zzl !   | S/2020 S 8      | | 16,4               | ≈ 3                          | ≈ 0,014          | 21966700            | −1228,12                 | 161,8            | 0,252    | Скандинавська група          | 2020          | Ештон та ін.    |
| LXV     | Альвальді       | | 15,6               | ≈ 5                          | ≈ 0,065          | 21995600            | −1232,19                 | 177,4            | 0,238    | Скандинавська група          | 2004          | Шеппард та ін.  |
| XLV     | Карі            | | 14,5               | ≈ 8                          | ≈ 0,27           | 22029700            | −123101                  | 153,0            | 0,482    | Скандинавська група          | 2006          | Шеппард та ін.  |
| Zzk !   | S/2004 S 48     | | 16,0               | ≈ 4                          | ≈ 0,034          | 22136700            | −1242,40                 | 161,9            | 0,374    | Скандинавська група          | 2004          | Шеппард та ін.  |
| LXVI    | Гейррод         | | 15,9               | ≈ 4                          | ≈ 0,034          | 22259500            | −1251,14                 | 154,4            | 0,539    | Скандинавська група          | 2004          | Шеппард та ін.  |
| XLI     | Фенрір          | | 15,9               | ≈ 4                          | ≈ 0,034          | 22331800            | −1260,25                 | 164,3            | 0,136    | Скандинавська група          | 2004          | Шеппард та ін.  |
| Zzn !   | S/2004 S 50     | | 16,4               | ≈ 3                          | ≈ 0,014          | 22346000            | −1260,44                 | 164,0            | 0,450    | Скандинавська група          | 2004          | Шеппард та ін.  |
| Zzj !   | S/2006 S 17     | | 16,0               | ≈ 4                          | ≈ 0,034          | 22384900            | −1264,58                 | 168,7            | 0,425    | Скандинавська група          | 2006          | Шеппард та ін.  |
| Zzm !   | S/2004 S 49     | | 16,0               | ≈ 4                          | ≈ 0,034          | 22399700            | −1264,25                 | 159,7            | 0,453    | Скандинавська група          | 2004          | Шеппард та ін.  |
| Zzq !   | S/2019 S 17     | | 15,9               | ≈ 4                          | ≈ 0,034          | 22724100            | −1291,39                 | 155,5            | 0,546    | Скандинавська група          | 2019          | Ештон та ін.    |
| XLVIII  | Сурт            | | 15,8               | ≈ 5                          | ≈ 0,065          | 22753800            | −1296,49                 | 168,3            | 0,449    | Скандинавська група          | 2006          | Шеппард та ін.  |
| Zzo !   | S/2006 S 18     | | 16,1               | ≈ 4                          | ≈ 0,034          | 22760700            | −1298,40                 | 169,5            | 0,131    | Скандинавська група          | 2006          | Шеппард та ін.  |
| XLVI    | Логі            | | 15,4               | ≈ 6                          | ≈ 0,11           | 22918300            | −1311,83                 | 166,9            | 0,192    | Скандинавська група          | 2006          | Шеппард та ін.  |
| XIX     | Імір            | | 12,4               | ≈ 22                         | ≈ 5,6            | 22957100            | −1315,16                 | 173,1            | 0,337    | Скандинавська група          | 2000          | Гледмен та ін.  |
| Zzs !   | S/2019 S 19     | | 16,5               | ≈ 3                          | ≈ 0,014          | 23047200            | −1318,05                 | 151,8            | 0,458    | Скандинавська група          | 2019          | Ештон та ін.    |
| F !     | S/2004 S 21     | | 16,2               | ≈ 4                          | ≈ 0,034          | 23123500            | −1325,43                 | 153,2            | 0,394    | Скандинавська група          | 2004          | Шеппард та ін.  |
| Zzr !   | S/2019 S 18     | | 16,6               | ≈ 3                          | ≈ 0,014          | 23140700            | −1327,06                 | 154,6            | 0,509    | Скандинавська група          | 2019          | Ештон та ін.    |
| L !     | S/2004 S 39     | | 16,1               | ≈ 4                          | ≈ 0,034          | 23195400            | −1336,17                 | 165,9            | 0,101    | Скандинавська група          | 2004          | Шеппард та ін.  |
| Zzp !   | S/2019 S 16     | | 16,7               | ≈ 3                          | ≈ 0,014          | 23266700            | −1341,17                 | 162,0            | 0,250    | Скандинавська група          | 2019          | Ештон та ін.    |
| Zzz !   | S/2004 S 53     | | 16,2               | ≈ 4                          | ≈ 0,034          | 23279800            | −1342,44                 | 162,6            | 0,240    | Скандинавська група          | 2004          | Шеппард та ін.  |
| G !     | S/2004 S 24     | | 16,0               | ≈ 4                          | ≈ 0,034          | 23338900            | +1341,33                 | 37,4             | 0,071    | Галльська група?             | 2004          | Шеппард та ін.  |
| J !     | S/2004 S 36     | | 16,1               | ≈ 4                          | ≈ 0,034          | 23430300            | −1352,93                 | 153,3            | 0,625    | Скандинавська група          | 2004          | Шеппард та ін.  |
| LXIII   | Тьяцці          | | 15,9               | ≈ 4                          | ≈ 0,034          | 23577500            | −1366,68                 | 158,8            | 0,511    | Скандинавська група          | 2004          | Шеппард та ін.  |
| Zzt !   | S/2019 S 20     | | 16,7               | ≈ 3                          | ≈ 0,014          | 23678600            | −1375,45                 | 156,1            | 0,354    | Скандинавська група          | 2019          | Ештон та ін.    |
| Zzu !   | S/2006 S 19     | | 16,1               | ≈ 4                          | ≈ 0,034          | 23801100            | −1389,33                 | 175,5            | 0,467    | Скандинавська група          | 2006          | Шеппард та ін.  |
| LXIV    | S/2004 S 34     | | 16,2               | ≈ 4                          | ≈ 0,034          | 24145500            | −1420,77                 | 168,3            | 0,279    | Скандинавська група          | 2004          | Шеппард та ін.  |
| XLII    | Форньйот        | | 15,1               | ≈ 6                          | ≈ 0,11           | 24937300            | −1494,03                 | 169,5            | 0,214    | Скандинавська група          | 2004          | Шеппард та ін.  |
| Zzv !   | S/2004 S 51     | | 16,1               | ≈ 4                          | ≈ 0,034          | 25208200            | −1519,43                 | 171,2            | 0,201    | Скандинавська група          | 2004          | Шеппард та ін.  |
| Zzza !  | S/2020 S 10     | | 16,9               | ≈ 3                          | ≈ 0,014          | 25314800            | −1527,22                 | 165,6            | 0,295    | Скандинавська група          | 2020          | Ештон та ін.    |
| Zzw !   | S/2020 S 9      | | 16,0               | ≈ 4                          | ≈ 0,034          | 25434100            | −1534,97                 | 161,4            | 0,531    | Скандинавська група          | 2020          | Ештон та ін.    |
| LVIII   | S/2004 S 26     | | 15,7               | ≈ 5                          | ≈ 0,065          | 26097100            | −1603,95                 | 172,9            | 0,148    | Скандинавська група          | 2004          | Шеппард та ін.  |
| Zzzb !  | S/2019 S 21     | | 16,2               | ≈ 4                          | ≈ 0,034          | 26439000            | −1636,32                 | 171,9            | 0,155    | Скандинавська група          | 2019          | Ештон та ін.    |
| Zzx !   | S/2004 S 52     | | 16,5               | ≈ 3                          | ≈ 0,014          | 26448100            | −1633,98                 | 165,3            | 0,292    | Скандинавська група          | 2004          | Шеппард та ін.  |

## Непідтверджені
Ці мінісупутники кільця F спостерігались «Кассіні», але поки невідомо, чи вони справді є твердими тілами, чи просто згустками частинок в кільці F.
| Назва            | Зображення | Діаметр (км) | Велика піввісь (км) | Орбітальни2 період (д) | Положення                      | Рік відкриття | Статус                                                                                                   |
| ---------------- | --- | ------------ | ------------------- | ---------------------- | ------------------------------ | ------------- | --- |
| S/2004 S 3 і S 4 | | ≈ 3–5        | ≈ 140300            | ≈ + 0.619              | Невизначені об'єкти в кільці F | 2004          | Не був виявлений під час ретельних знімків в листопаді 2004 року, що робить його існування малоймовірним |
| S/2004 S 6       | A bright narrow band runs from the top to bottom. To the right of it in the diffuse halo the is a bright small object. | ≈ 3–5        | ≈ 140130            | + 0.61801              | Невизначені об'єкти в кільці F | 2004          | Постійно виявлявся до 2005 року, може бути оточений дрібним пилом і мати дуже маленьке тверде ядро       |

## Помилкові
Публікувалися повідомлення про відкриття ще двох супутників між Титаном і Гіперіоном, однак ці відкриття виявилися помилковими.
- Хірон нібито побачив Герман Гольдшмідт у 1861 році, але більше ніхто не спостерігав[104].
- Феміду нібито виявив у 1905 році Вільям Пікерінг, але більше її ніколи не бачили. Тим не менш, вона включалась в альманахи та книги з астрономії аж до 1960-х років[104].

## Виноски
1. ↑  62 супутники були оголошені 3–16 травня 2023: S/2020 S 1, S/2006 S 9, S/2007 S 5, S/2004 S 40, S/2019 S 2, S/2019 S 3, S/2020 S 2, S/2020 S 3, S/2019 S 4, S/2004 S 41, S/2020 S 4, S/2020 S 5, S/2007 S 6, S/2004 S 42, S/2006 S 10, S/2019 S 5, S/2004 S 43, S/2004 S 44, S/2004 S 45, S/2006 S 11, S/2006 S 12, S/2019 S 6, S/2006 S 13, S/2019 S 7, S/2019 S 8, S/2019 S 9, S/2004 S 46, S/2019 S 10, S/2004 S 47, S/2019 S 11, S/2006 S 14, S/2019 S 12, S/2020 S 6, S/2019 S 13, S/2005 S 4, S/2007 S 7, S/2007 S 8, S/2020 S 7, S/2019 S 14, S/2019 S 15, S/2005 S 5, S/2006 S 15, S/2006 S 16, S/2006 S 17, S/2004 S 48, S/2020 S 8, S/2004 S 49, S/2004 S 50, S/2006 S 18, S/2019 S 16, S/2019 S 17, S/2019 S 18, S/2019 S 19, S/2019 S 20, S/2006 S 19, S/2004 S 51, S/2020 S 9, S/2004 S 52, S/2007 S 9, S/2004 S 53, S/2020 S 10 і S/2019 S 21, які були опубліковані в MPECs від 2023-J21 до 2023-K05. Ще один супутник, S/2006 S 20, був оголошений 23 травня 2023 року, що збільшило загальну кількість до 146[3][2].
2. ↑   Маса кілець приблизно дорівнює масі Мімаса[12], натомість як сукупна маса Януса, Гіперіона та Феби — наймасивнішого з решти супутників — становить приблизно одну третину від цього значення. Загальна маса кілець і малих супутників становить близько 5,5 ·1019кг.
3. ↑   Фотометричний колір можна використовувати для оцінки хімічного складу поверхонь супутників.
4. 1 2  Середні орбітальні елементи JPL передбачають нахил, подібний до елементів галльської групи; однак інші джерела кажуть, що він належить до інуїтської групи.
5. ↑  Міжнародний астрономічний союз надає підтвердженому супутнику постійне позначення, яке складається з назви та римської цифри[96]. Вісім супутників, відомих до 1850 року, пронумеровані в порядку їхньої відстані до Сатурна; решта нумеруються в тому порядку, в якому вони отримали свої постійні позначення. Багато малих супутників ще не отримали постійного позначення.
6. ↑  Абсолютні зоряні величини регулярних супутників обчислюються на основі їхніх середніх діаметрів і геометричних альбедо, наведених у довідці NASA Saturnian Satellite Fact Sheet[46]. Оцінки абсолютної зоряної величини для деяких малих внутрішніх супутників недоступні, оскільки вони не мають виміряного геометричного альбедо. Абсолютні зоряні величини нерегулярних супутників були взяті зі служби ефемерид природних супутників Центру малих планет[97]. Розрахунки були зроблені за допомогою інструмента оцінки розміру астероїда NASA/JPL Asteroid Size Estimator[98].
7. ↑  Діаметри та розміри малих внутрішніх супутників, від Пана до Хелени, взяті з Thomas et al., 2020, Table 1.[99]Діаметри та розміри Мімаса, Енцелада, Тефії, Діони, Реї, Япета й Феби взято з роботи Thomas 2010, таблиця 1[44]. Діаметри Сіарнак і Альбіорікса взяті з Grav et al., 2015, таблиця 3[91]. Приблизні розміри всіх інших нерегулярних супутників обчислюються на основі їхніх абсолютних величин, приймаючи геометричне альбедо 0,04, [98], що є середнім значенням для цієї популяції[91].
8. ↑  Маси великих круглих супутників, у тому числі Гіперіона, Феби та Гелени, були взяті з Jacobson et al., 2022, Таблиця 5[100]. Маси Атласа, Прометея, Пандори, Епіметея та Януса були взяті з Lainey et al., 2023, Таблиця 1[101]. Маси Пана, Дафніса, Егеона, Метона та Паллени взято з Thomas et al., 2020, Таблиця 2[99]. Маси інших регулярних супутників було розраховано шляхом множення їхніх об’ємів на припущену щільність 0,5 г/см3, тоді як маси нерегулярних супутників розраховувалися з припущеною густиною 1,0 г/см3.
9. 1 2 3 4   Усереднені за часом елементи орбіти всіх супутників були взяті з JPL Solar System Dynamics[90].
10. ↑   Орбітальні періоди нерегулярних супутників можуть не корелювати напряму з їхніми великими піввісями через збурення.
11. ↑  Нахили орбіт регулярних супутників і Феби надані відносно площини Лапласа, а нахили орбіт нерегулярних супутників - відносно екліптики[90].
12. 1 2  Може бути частиною галльської групи, оскільки має подібний нахил; однак він має більшу велику піввісь[2].